# Provincia de Chañaral
La Provincia de Chañaral se ubica al norte de la Región de Atacama, Chile. Cuenta con una superficie de 24.436,2 km² y posee una población de 30.598 habitantes. Su capital provincial es la ciudad de Chañaral.

## Datos generales
Su capital provincial es Chañaral, ubicada a 167 km de la capital regional Copiapó. Pertenece al Distrito Electoral n.º 4 y a la 4ª Circunscripción Senatorial, representada en la Cámara de Diputados del Congreso Nacional por los diputados Juan Santana (PS), Daniella Cicardini (PS), Nicolás Noman (UDI), Sofía Cid (RN) y Jaime Mulet (FREVS). A su vez, es representada en el senado por los senadores Yasna Provoste (DC) y Rafael Prohens (RN). El gobernador de esta provincia es Ignacio Urcullú Clèment-Lund (Evópoli). Las ciudades más importantes son: Chañaral, El Salvador y Diego de Almagro (Expueblo Hundido). 
Esta provincia posee yacimientos mineros tales como la división Salvador, la mina Mantos Verdes y la mina Potrerillos, los cuales sustentan al resto de la región.

## Economía
En 2018, la cantidad de empresas registradas en la provincia de Chañaral fue de 282. El Índice de Complejidad Económica (ECI) en el mismo año fue de -1,17, mientras que las actividades económicas con mayor índice de Ventaja Comparativa Revelada (RCA) fueron Actividades de Museos y Preservación de Lugares y Edificios Históricos (74,29), Isapres (71,7) y Extracción de Piedra, Arena y Arcilla (56,15).

## Demografía
La población de la comuna es de 13.410 habitantes (6.575 mujeres y 6.968 hombres) de los cuales 12.086 viven su capital homónima, y tiene una superficie de 5.772 km.El 5,32% de la población regional habita en la comuna. La población urbana comunal es de un 97,32%, en tanto que la población rural ocupa sólo un 2,68%.

## Comunas
| Código | Comuna           | Capital          | Superficie (km²) | Población (2017) | (%)    |
| ------ | ---------------- | ---------------- | ---------------- | ---------------- | ------ |
| 03201  | Chañaral         | Chañaral         | 5 772            | 12 219           | 46,74% |
| 03202  | Diego de Almagro | Diego de Almagro | 18 664           | 13 925           | 53,26% |
| Total  | Total            | Total            | 24 436           | 26 144           | 100%   |

## Autoridades
Las autoridades son nombradas directamente por el Presidente de la República y se mantienen en su cargo mientras cuenten con su confianza.

### Gobernadores Provinciales (1990-2021)

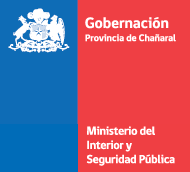
Logotipo de la Gobernación de la Provincia de Chañaral hasta 2021.

Los siguientes fueron los gobernadores provinciales de Chañaral.
| Gobernador(a)                  | Partido | Partido | Inicio                 | Final                  | Presidente(a) | Presidente(a)           |
| ------------------------------ | ------- | ------- | ---------------------- | ---------------------- | ------------- | ----------------------- |
| Juan Liberto Pessini Ogalde    |         | PDC     | 11 de marzo de 1990    | 11 de marzo de 1994    |               | Patricio Aylwin         |
| Samuel Segundo Kong Urbina     |         | PPD     | 11 de marzo de 1994    | 11 de marzo de 2000    |               | Eduardo Frei Ruíz-Tagle |
| Clara Zoila Ossandón Arredondo |         | PPD     | 11 de marzo de 2000    | 11 de marzo de 2006    |               | Ricardo Lagos           |
| Carlos Palma Vergara           |         | PDC     | 11 de marzo de 2006    | 11 de marzo de 2010    |               | Michelle Bachelet       |
| Rodrigo Villavicencio Pizarro  |         | RN      | 11 de marzo de 2010    | 3 de diciembre de 2012 |               | Sebastián Piñera        |
| Luis Campusano Kemp            |         | Ind.    | 3 de diciembre de 2012 | 11 de marzo de 2014    |               | Sebastián Piñera        |
| Alonso Yerko Guerra Rivera     |         | PRSD    | 11 de marzo de 2014    | 11 de marzo de 2018    |               | Michelle Bachelet       |
| Ignacio Urcullú Clement-Lund   |         | Evópoli | 11 de marzo de 2018    | 14 de julio de 2021    |               | Sebastián Piñera        |

### Delegados Presidenciales Provinciales (Desde 2021)

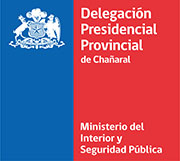
Logotipo de la Delegación Presidencial Provincial de Chañaral desde 2021.

Nuevo cargo que reemplaza la figura de Gobernador provincial.
| Delegado(a)                  | Partido | Partido | Inicio                  | Final                   | Presidente(a) | Presidente(a)    |
| ---------------------------- | ------- | ------- | ----------------------- | ----------------------- | ------------- | ---------------- |
| Ignacio Urcullú Clement-Lund |         | Evópoli | 14 de julio de 2021     | 11 de marzo de 2022     |               | Sebastián Piñera |
| Jorge Fernández Herrera      |         | PCCh    | 11 de marzo de 2022     | 20 de octubre de 2022   |               | Gabriel Boric    |
| Sofía Vargas Roberts (s)     |         | FRVS    | 20 de octubre de 2022   | 13 de diciembre de 2022 |               | Gabriel Boric    |
| Tomás Garay Pérez (s)        |         | CS      | 13 de diciembre de 2022 | 5 de enero de 2023      |               | Gabriel Boric    |
| Jorge Fernández Herrera      |         | PCCh    | 5 de enero de 2023      | En el cargo             |               | Gabriel Boric    |
| Jorge Fernández Herrera      |         | PCCh    | 5 de enero de 2023      | En el cargo             |               | Gabriel Boric    |